# Антемюк Віктор Дмитрович
Ві́ктор Дми́трович Антемю́к (нар. 10 квітня 1963, Селятин, Вижницький район, Чернівецька область) — український політик, член Політради Партії регіонів.
Народився в селянській сім'ї; одружений; має 5 дітей.
Освіта: Український гуманітарний інститут, економічний факультет, економіст.
Народний депутат України 4-го скликання 04.2002-04.2006, виборчий округ № 11, Вінницька область, самовисування. За 28.11 %, 16 суперників. На час виборів: президент благодійного фонду «Довіра» (Вінниця), безпартійний. Член фракції «Єдина Україна» (05.-06.2002), член групи «Європейський вибір» (06.2002-11.2003), член фракції «Регіони України» (11.2003-09.2005, член фракції Партії «Регіони України» (з 09.2005), член Комітету з питань фінансів і банківської діяльності (з 06.2002).
- 1978—1981 — маляр Корочанського районного споживчого товариства.
- 1981—1983 — служба в армії.
- 1983—1988 — маляр Корочанського районного споживчого товариства; бригадир будинку бригади.
- 1988—1992 — голова кооперативу «Карпати», місто Вінниця.
- З 1992 — директор, 1993—1998 — генеральний директор МП «АВН-Інтер», місто Вінниця.
- 1998—2001 — голова наглядової ради МП «Вінавто», місто Вінниця.
- З 2000 — почесний президент концерну «Укртраст».
- 2001—2002 — президент, Благодійний фонд «Довіра», місто Вінниця.

Був головою Вінницької обласної організації Партії регіонів (з 06.2006).